# L'Italia Scacchistica
L'Italia Scacchistica és la revista d'escacs italiana més antiga disponible a la venda, amb més d'un segle d'història.

## Esdeveniments històrics
Va ser fundada el 1911 a Florència per Stefano Rosselli del Turco, qui la va dirigir fins al desembre de 1943, a excepció del període 1916-1923 quan el director va ser Alberto Batori. El 1943, durant dos anys successius, la revista va deixar de publicar-se a causa de la guerra. El gener de 1946 se'n va reprendre la publicació a Milà sota la direcció de Giovanni Ferrantes, qui la va dirigir fins al 1992. Posteriorment, el director va ser el Mestre milanès Adolivio Capece.
Fins al desembre de 1970 va ser l'òrgan oficial de la Federació Italiana d'Escacs.
Des de 1998 està disponible en línia una versió reduïda de la revista.